# Crónica dos Bons Malandros (Film)
Crónica dos Bons Malandros (Portugiesisch für: Chronik der guten Bösen) ist eine Kriminalkomödie des portugiesischen Regisseurs Fernando Lopes aus dem Jahr 1984.
Er ist eine Literaturverfilmung des 1980 erschienenen gleichnamigen Romans des bekannten portugiesischen Sportreporters Mário Zambujal (* 1936), der hier als Kommentator auch selbst mitwirkte. Der Titel spielt auf das Klischee des aufschneidenden Kleinkriminellen, des Malandros an, der sich stets weit überschätzt und zu schnellem Reichtum kommen möchte, jedoch niemals zu den Wohlhabenden und Mächtigen aufschließen und tatsächlich nur mühsam seinen Lebensunterhalt bestreiten kann. Die zwei Titellieder, Rock dos Bons Malandros von Rui Veloso und O Malandro von Paulo de Carvalho, der hier auch eine Hauptrolle als Gangmitglied spielt, unterstreichen in ihren Texten dieses augenzwinkernde Klischee und setzen es in Bezug zu den sehr viel größeren, dabei aber weniger offensichtlichen kriminellen Machenschaften hinter den Kulissen von Wirtschaft und Politik.

## Handlung
Der Film handelt von einer kleinen Gruppe Kleinkrimineller, die sich mit kleinen, vergleichsweise harmlosen Einbrüchen und Überfällen über Wasser halten und vom großen Wurf träumen.
In ihrem kleinkriminellen Alltag zwischen Prostitution und kleinen Diebstählen und Geschäften, meist zwischen dem Bairro Alto und dem (damals noch anrüchigen) Ausgehviertel Cais do Sodré, spielt die kleine Gang ihr tägliches Katz-und-Maus-Spiel mit Polizei und Behörden. Bis sich ihnen eines Tages endlich die große Chance zu bieten scheint: für einen geheimnisvollen Italiener, vermutlich von der Mafia, sollen sie Teile der Lalique-Sammlung des Kunstmuseums Gulbenkian rauben.
Im Verlauf der Vorbereitungen zum großen Raubüberfall werden die einzelnen Mitglieder der Gang vorgestellt, und der Zuschauer erfährt, wie sie jeweils zu Kleinkriminellen wurden. Auch Kunstwerke aus dem Gulbenkian-Museum werden dem Zuschauer in einer Filmcollage gezeigt.
Als der große Tag des Überfalls kommt, verläuft er nicht wie geplant, und der Tag endet in Verfolgungsjagden und schließlich in einem tödlichen Schusswechseln mit der Polizei. Glücklose Räuber und unbeholfene Polizisten bleiben als Opfer zurück, während die Auftraggeber bis zum Ende unbekannt bleiben.

## Produktion
Der Film wurde zwischen November 1981 und Mai 1984 in Lissabon gedreht und von Regisseur Lopes und der Tóbis Portuguesa Filmgesellschaft produziert, unter finanzieller Unterstützung durch das Instituto Português de Cinema (heute Instituto do Cinema e do Audiovisual, ICA).
In kleinen Nebenrollen sind Persönlichkeiten wie der in Portugal lebende tschechische Schriftsteller und Regisseur František Listopad (hier als Jorge Listopad) als intellektueller Psychologe oder der alte Schauspieler und Regisseur Artur Semedo als wahnsinniger Major zu sehen, der bekannte Moderator Carlos Cruz ist hier als Sprecher zu hören, und später bekannt gewordene Namen wie Manuel Luís Goucha oder Anamar sind in kleinen Nebenrollen bzw. Statistenrollen zu sehen.
Der Film vereint verschiedene Einflüsse, von klassischen Kriminalfilmen und Komödien bis zu Musicals und Comics, und zeigt Referenzen an die damals aufgekommene moderne Popkultur, von knalligen Farben und breit kommerzialisierter Pop Art bis zu Videospielen, Rollerskates und zeitgenössischer Pop- und Rockmusik, mit den Anfängen der elektronischen Popmusik. Auch auf die aufkommende Elektronische Datenverarbeitung in Unternehmen und Polizeiarbeit, moderne Gastronomiekonzepte und Amerikanismen wird hier angespielt, häufig mit ironischem Anklang und teils in Animationen oder kurzen grotesken Szenen hervorgehoben. Doch auch nostalgische Momente sind im Film zu sehen, etwa wenn an ein vergangenes Lissabon angespielt, Bezug auf alte Kinofilme genommen oder mit Musik an vergangene Zeiten erinnert wird.
In weiten Strecken ein locker und augenzwinkernd inszenierter Unterhaltungsfilm voll spritzigem Humor und blumig-deftiger Umgangssprache, wird der Film nach Collagen und kleinen Exkursen zum Ende hin zu einem actionreicheren Kriminalfilm. Die Schauspieler wenden sich dabei gelegentlich direkt an den Zuschauer, mit kurzen Erläuterungen oder kleinen unterhaltsamen Bekräftigungen und Kommentaren. An vielen Stellen erhält der Film so auch Momente, die die Autoritäten, aber auch den oberflächlichen modernen Zeitgeist parodieren.

## Filmmusik
Im Film werden eine Reihe Szenen mit Musik untermalt oder mit gezielt eingesetzten Liedern unterstrichen oder konterkariert, manchmal nur in wenigen Takten.
Die wichtigsten verwendeten Stücke:
- Rui Veloso: Rock dos Bons Malandros (T: Carlos Tê, M: Rui Veloso)
- Rui Veloso: Blues do Aljube (T: Carlos Tê, M: Rui Veloso)
- Paulo de Carvalho: O Malandro (T + M: Paulo de Carvalho)
- La forza del destino (Giuseppe Verdi)
- Grande Marcha de Lisboa (Lá vai Lisboa) (traditionelles Lied der Marchas Populares, M: Raul Ferrão, T: Norberto de Araújo)
- The Beatles: „When I’m Sixty-Four“ (T + M: Lennon/McCartney)
- Los Panchos: Sabor a Mí (M + T: A. Carrillo Alarcón)
- Mussorgsky: „Bilder einer Ausstellung“ (Quadros de uma Exposição, Modest Mussorgsky)

## Rezeption
Der Film feierte am 19. September 1984 beim Filmfestival San Sebastián Premiere und kam am 18. Oktober 1984 in die portugiesischen Kinos, wo er mit 67.760 Zuschauern einigen Erfolg verzeichnete.
Nach dem Überraschungserfolg Kilas, o Mau da Fita (1980), in dessen Produktionsteam Lopes mitwirkte, und zusammen mit dem dann nochmal deutlich erfolgreicheren O Lugar do Morto einen Monat später markierte dieser Film eine zwischenzeitliche Wiederannäherung des portugiesischen Kinos an ein breites Publikum in den 1980er Jahren. Der Film zeigte zudem Fernando Lopes in einer neuen Phase, nach dem aufbegehrenden jungen Regisseur des Novo Cinema in den 1960ern und dem politisch-sozial engagierten Beobachter nach der Nelkenrevolution in den 1970ern nun einen angesichts der gesellschaftlichen Entwicklung eher desillusionierten, sarkastischen Filmemacher der 1980er Jahre.
Die Kritik sah hier einen kurzweiligen und gut gefilmten und geschnittenen Film mit hohem Unterhaltungswert, der jedoch seiner Natur entsprechend nur wenig Raum zur Entfaltung der vielen talentierten Schauspieler ließ, dafür aber mit einer Fülle an den verschiedensten Einfällen und Überraschungen in Ton, Bild und Schnitt punktete und Schwächen damit ausgleichen konnte.
Crónica dos Bons Malandros erschien zunächst bei ITAD/Visa Video als VHS-Videokassette und 2004 bei Madragoa Filmes/Lusomundo als DVD.
Nach einer ersten Ausstrahlung lief der Film am 22. August 2020 erneut im portugiesischen Fernsehen, bei RTP2.

## Neuverfilmung / Fernsehserie 2020
Der Stoff wurde 2020 von Regisseur Jorge Paixão da Costa erneut verfilmt, für die gleichnamige achtteilige Fernsehserie Crónica dos Bons Malandros des öffentlich-rechtlichen Fernsehsenders RTP (Ausstrahlung 2020–2021).